# Brtonigla
Brtonigla (en italien : Verteneglio) est un village et une municipalité située en Istrie, dans le comitat d'Istrie, en Croatie. Au recensement de 2001, la municipalité comptait 1 579 habitants, dont 45,85 % de Croates et 37,37 % d'Italiens ; le village seul comptait 583 habitants.
C'est une commune bilingue croate/italien.

## Localités
La municipalité de Brtonigla compte 5 localités :
- Brtonigla
- Fiorini
- Karigador
- Nova Vas
- Radini